# Wacław II legnicki
Wacław II legnicki (ur. w 1348, zm. 30 grudnia 1419) – w latach 1364–1409 nominalny książę legnicki, w latach 1409–1413 faktyczny książę, biskup lubuski w latach 1378–1382 i biskup wrocławski w latach 1382–1417 (jednocześnie książę nysko-otmuchowski).
Wacław II był drugim pod względem starszeństwa synem księcia legnickiego – Wacława I i księżniczki cieszyńskiej Anny.
Ojciec księcia – Wacław I, nie chcąc nadmiernie rozdrabniać już i tak niewielkiego księstwa legnickiego, przeznaczył Wacława II do kariery duchownej (podobnie jak jego młodszych braci: Bolesława IV i Henryka VIII), chcąc całość realnej władzy przekazać najstarszemu z synów – Ruprechtowi I. Jeszcze w 1363 r. Wacław I wystarał się dla syna o prawo następstwa na stanowisko kanonika w kapitule wrocławskiej (które realnie uzyskał w 1368).
Po śmierci ojca w 1364 r. dalszą karierą Wacława II zajął się jego stryj Ludwik I i brat Ruprecht I, dzięki którym książę uzyskał (w 1371 r.) następstwo na stanowisku prałata we Wrocławiu.
Jeszcze w 1363 r. Wacław II podjął studia na uniwersytecie praskim, a w latach siedemdziesiątych wyjechał do Montpellier w południowej Francji, gdzie uzyskał tytuł naukowy w zakresie prawa kanonicznego. W 1373 r. Wacław zdobył ponadto tytuł kanonika biskupstwa ołomunieckiego.
3 grudnia 1375 Wacław II otrzymał od papieża Grzegorza XI biskupstwo lubuskie, mimo iż nie posiadał określonego prawem kościelnym wieku trzydziestu lat. O rządach biskupich Wacława w Lubuszu wiemy niewiele (jedyną pewną informacją jest udział księcia na synodzie kościelnym archidiecezji gnieźnieńskiej w Kaliszu w 1378 r.).
Diecezja nie przynosiła wielu dochodów. Dodatkowo zaś tereny, które obejmowała były położone na pograniczu pomiędzy Brandenburgią a Czechami i na krótko przed objęciem przez Wacława diecezji zostały znacznie zniszczone podczas wojny Wittelsbachów z Luksemburgami. Wacław musiał wtedy m.in. podjąć decyzję o przeniesieniu stolicy diecezji z Lubusza do Fürstenwalde/Spree.
W 1378 pojawiła się przed Wacławem szansa na objęcie bardziej zasobniejszej diecezji wrocławskiej, kiedy elekt miejscowej kapituły – Teodor z Klatowej, nie uzyskał akceptacji papieskiej. Początkowo wydawało się, że objęcie Wrocławia nie przysporzy żadnych problemów, jednak wobec śmierci cesarza Karola IV i jednoczesnej wielkiej schizmy w Kościele zachodnim wakat trwał ponad sześć lat i dopiero 19 kwietnia 1382 Wacław uzyskał potwierdzenie papieskie w sprawie przejścia na nową diecezję. Nominację bardzo ułatwił fakt sprawowania w latach 1379-1382 funkcji administratora przez brata Wacława – Henryka VIII.
Dosyć szybko Wacław dał się poznać jako energiczny polityk, stojąc niezmiennie po stronie papieży obediencji rzymskiej, za co w 1385 r. papież Urban VI chciał mu nadać tytuł kardynała. Z nieznanych przyczyn książę-biskup odmówił (byłby pierwszym kardynałem z polskiej prowincji kościelnej).
Pierwsze lata sprawowania rządów biskupich w nowej diecezji upłynęło Wacławowi pod znakiem sporu z mieszczanami wrocławskimi o prawa immunitetowe Kościoła - była to tzw. wojna piwna lub popia. Sprawa została wywołana darem brata Wacława – Ruprechta I dla drugiego z braci – Henryka VIII w postaci kilkunastu beczek piwa pochodzącego ze Świdnicy. Rajcy wrocławscy fakt ten uznali za złamanie przywilejów gospodarczych miasta i cały transport skonfiskowali, co spotkało się z ostrą reakcją strony kościelnej – interdyktem na miasto. Wkrótce potem wrocławianie zwrócili się z prośbą o rozstrzygnięcie sporu do króla czeskiego – Wacława IV, który pojawiwszy się w mieście uznał winę Kościoła, a wobec oporu kanoników i biskupa pozwolił na grabież majątku kościelnego, w tym również świątyń. Sprawa była tym bardziej dla Wacława groźna, gdyż książę nie posiadał jeszcze zatwierdzenia godności biskupiej od króla. Do wypracowania ugody doszło ostatecznie pod koniec 1382 r. Wrocław uznał wtedy – w zamian za cofnięcie interdyktu – prawo sprowadzania przez duchownych towarów spoza dzielnicy (dopuszczał tylko nabywanie ich na własne potrzeby, bez możliwości sprzedaży). Dodatkowo Wacław IV zatwierdził Piastowicza na stolcu biskupim (dopiero wtedy oficjalnie Wacław otrzymał w lenno księstwo nysko-otmuchowskie, należące do diecezji wrocławskiej).
Jako biskup wrocławski Wacław legnicki dał się poznać jako sprawny administrator. W 1415 r. nakazał wydanie dla księstwa biskupiego – świeckiego prawa sądowego, którego większość elementów w ciągu kilku stuleci stała się wzorcowa dla całego Śląska. Aktywność Wacława wyrażała się również przez czterokrotne organizowanie synodów diecezjalnych (w latach: 1401, 1405, 1406, 1410).
Nie bronił się też książę-biskup od wydawania dużych sum na fundacje kościelne. To za jego czasów powstały m.in.: kolegium kanoniczne w Otmuchowie, kolegiaty w Głogówku czy Niemodlinie. W sporach zaś o majątki kościelne nie wahał się Wacław sięgać po krok ostateczny – klątwę (kara ta została zastosowana np. wobec księcia opolskiego – Bolka IV).
Nie obyło się też oczywiście bez problemów, szczególnie zaś palącym była kwestia ukrócenia łupieżczych napadów na majątki kościelne różnych grup przestępczych, w skład których nierzadko wchodzili nawet książęta (np. książę lubiński – Henryk IX). W celu pozyskiwania funduszy na obronę Wacław nie wahał się zastawiać majątków kościelnych.
W rządach nad diecezją Wacławowi pomagało przez pewien czas aż trzech biskupów pomocniczych – benedyktyni: Tylman Wessel i Mikołaj z Bolesławca oraz dominikanin – Diersław.
W 1409 r. po śmierci ostatniego z braci – Ruprechta I, Wacław został jedynym dziedzicem księstwa legnickiego i mimo że jeszcze w tym samym roku (dokładnie 19 marca) zapisał księstwo swoim kuzynom: Henrykowi IX i Ludwikowi II, to aż do 1413 r. zarządzał jednocześnie diecezją i dzielnicą legnicką, dając nadzieję jej zapisania swoim następcom na tronie biskupim.
Ostatecznie 16 marca 1413 r. Wacław zrezygnował z władzy nad Legnicą i oddał ją Ludwikowi II. Decyzja ta wywołała kilkuletnią wojnę pomiędzy braćmi Ludwikiem II i Henrykiem IX, gdyż starszy z braci poczuł się urażony faktem oddania całości księstwa młodszemu. Na nic zdały się pełne oburzenia protesty Wacława, że jest on jedynym dysponentem księstwa i może je oddać, komu chce.
W 1417 r. zmęczony życiem Wacław II przesłał na ręce papieża Marcina V rezygnację z biskupstwa. Wkrótce Rzym zdecydował się ją zatwierdzić i 17 grudnia 1417 r. nowym biskupem wrocławskim został książę oleśnicki – Konrad IV.
Wacław II ostatnie lata życia spędził w biskupim Otmuchowie. Zmarł 30 grudnia 1419 r. i został pochowany w tamtejszej kolegiacie św. Mikołaja. Wobec przeniesienia kapituły do Nysy szczątki biskupa wraz z nagrobkiem zostały przeniesione do tego miasta. Od 1682 nagrobek znajduje się w kościele pw. św. Jakuba.